# Oh, wie ist das schön
Oh, wie ist das schön ist ein Lied des Komponisten Willibald Quanz und des Texters Walter Rothenburg.

## Entstehung
Das Lied wurde 1951 zuerst unter dem Titel O, wie bist du schön von Will Glahé veröffentlicht. Der flämische Sänger und Schauspieler Tony Bell interpretierte 1956 das Lied Oh! Wat zij-de schoon in der Übersetzung von Johnny Steggerda und wurde ein Nummer-eins-Hit in Belgien.

## Stadionhymne
Bekannter wurde das Lied unter dem Titel Oh, wie ist das schön als Stadionlied und Fußballgesang. Das Lied wurde von vielen Künstlern wie Jürgen Drews, Mickie Krause oder den Fischer-Chören gecovert. Auch O, wie bist du schön wurde vielfach veröffentlicht.

## Rezeption
Laut der Zeitschrift Die Zeit gehört das Lied neben So ein Tag, so wunderschön wie heute zu den unsterblichen Schunkler- und Trampler-Liedern.